# Condado de Defiance
El condado de Defiance es uno de los 88 condados del Estado estadounidense de Ohio. La sede del condado es Defiance, y su mayor ciudad es Defiance. El condado posee un área de 1.073 km² (los cuales 8 km² están cubiertos por agua), la población de 39.500 habitantes, y la densidad de población es de 37 hab/km² (según censo nacional de 2000). Este condado fue fundado en 1845.